# Slijmstof

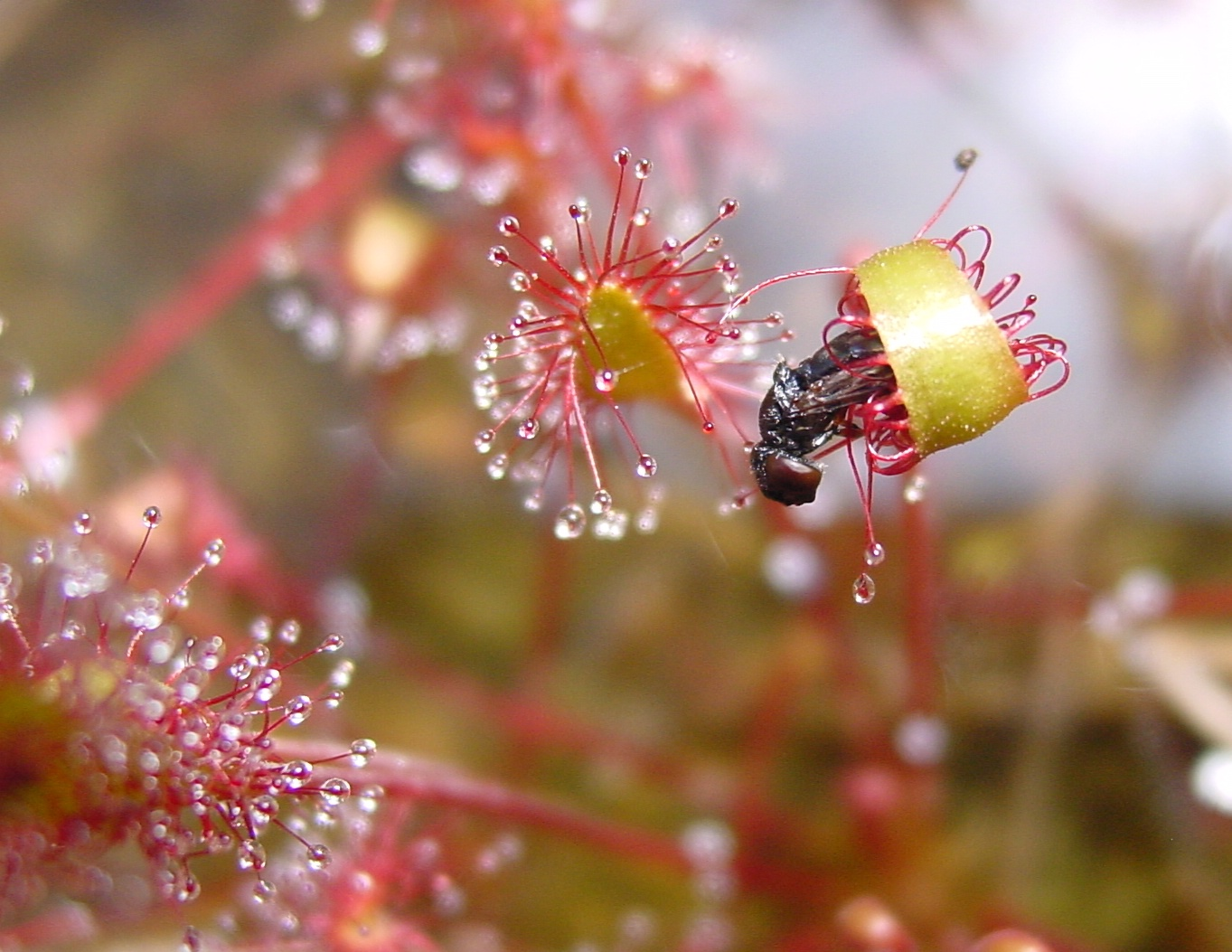
Een lange zonnedauw waarvan een blad rond een vlieg geplooid is, nadat hij aan de slijmdruppels is blijven plakken.

Slijmstoffen zijn een heterogene groep biopolymeren, die vooral uit polysachariden bestaan. Ze nemen water op en vormen zo een slijmerige gel, die voor de bescherming van weefsels kan dienen. Vleesetende planten zoals zonnedauw scheiden slijm af om insecten te vangen.
Dierlijke slijmstoffen bestaan uit glycoproteïnen, plantaardige vooral uit heteropolysachariden.

## Toepassingen

### Geneeskunde
Planten met een hoog gehalte aan slijmstoffen zoals aloë, lijnzaad, smalle weegbree, IJslands mos, heemst, kaasjeskruid en linde (bloesems), worden gebruikt in verschillende medicinale en volksgeneeskundige toepassingen, zoals het beschermen van slijmvliezen van spijsverteringsstelsel en luchtwegen (bv. smalle weegbree en heemst bij keelontsteking), als laxeermiddel (bv. lijnzaad) aangezien de slijmstoffen in de darmen opzwellen en als glijmiddel functioneren, en als verzachtende beschermlaag op wonden.

Aangezien slijmstoffen vaak gevoelig zijn voor warmte, worden aftreksels van planten in koud of lauw water gemaakt, waarbij de plant gedurende uren in het water ligt, dit in tegenstelling tot warme kruidenthee.

### Arabische gom
Arabische gom wordt als universele slijmstof uit bepaalde Acacia's gewonnen. Toegepast wordt hij als kleefstof voor postzegels, in levensmiddelen (snoepgoed), in Oostindische inkt en in cosmetica.

## Slijmstof in zee

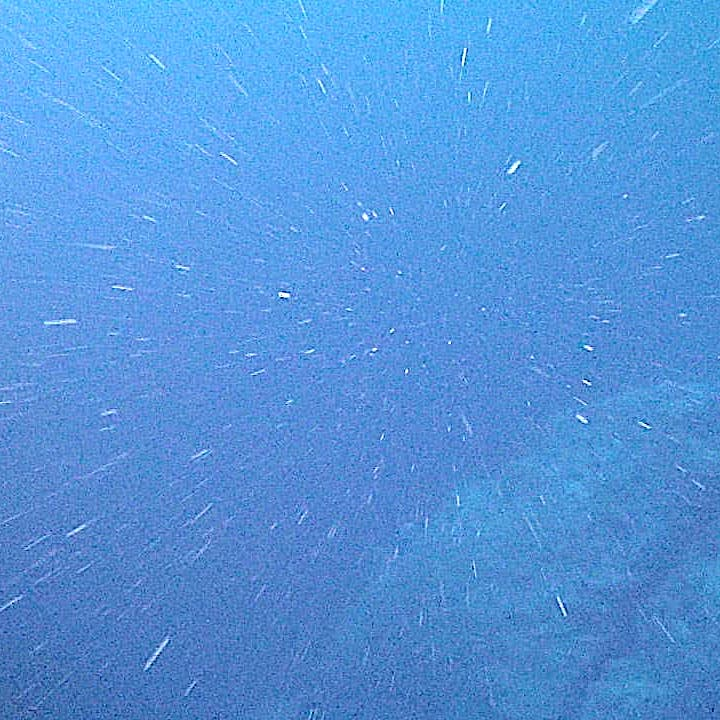
Zeesneeuw

In alle zeeën en oceanen komt zeesneeuw voor, vlokkige aggregaten van voor het grootste deel resten van organisch materiaal. Door een overvoeding van de wateren, vooral door kunstmest of andere chemicaliën, kunnen deze vlokken tot grote plaggen samensmelten. Dit kan door hypoxie fatale gevolgen hebben voor het bodemleven, o.a. voor koralen. Sinds het begin van de 20ste eeuw vindt dit fenomeen toenemend plaats in het noordoosten van de middellandse zee.